# الماس‌ها ابدی‌اند (رمان)
الماس‌ها ابدی‌اند (انگلیسی: Diamonds Are Forever) چهارمین رمان از سری جیمز باند اثر ایان فلمینگ است. فلمینگ این رمان را در خانه خود در جامائیکا نوشت. او با خواندن مقاله‌ای در مورد قاچاق الماس در ساندی تایمز برای نوشتن این رمان الهام گرفت. داستان رمان بر تحقیقات جیمز باند در مورد قاچاق سازمان‌یافته الماس از سیرالئون به لاس وگاس تمرکز دارد.